# Löknäs
Löknäs är en udde i Finland. Den är en del av ön Bengtsår och ligger i Hangö i landskapet Nyland, i den södra delen av landet, 110 km väster om huvudstaden Helsingfors.
Terrängen inåt land är platt. Havet är nära Löknäs åt sydväst. Runt Löknäs är det ganska tätbefolkat, med 80 invånare per kvadratkilometer. Närmaste större samhälle är Hangö, 13,0 km sydväst om Löknäs. I omgivningarna runt Löknäs växer i huvudsak barrskog.